# 商業登記倶楽部
一般社団法人商業登記倶楽部は、司法書士を会員とし、商業法人登記制度における司法書士の役割の確立および司法書士のために商業法人登記について調査研究をする研究機関である。主な事業は、会員である司法書士（以下「会員司法書士」という。）のために、商業法人登記に関する (1)調査研究、(2)情報の提供、(3)業務処理のサポート、(4)研修会および研究会の開催等をすると共に商業法人登記制度のPR等を行うことであり、司法書士業務の一つである商業登記分野・企業法務分野に関する専門的研究及び情報の提供等を行う。

## 概要
- 主たる事務所 ： 東京都中央区佃二丁目1番1-1803号 （センチュリーパークタワー）
- 代表理事 ： 主宰者 神崎満治郎
- 設立目的 ： 商業法人登記制度における司法書士の役割の確立および司法書士のために商業法人登記について調査研究